# Максимовицька волость
Максимовицька волость — адміністративно-територіальна одиниця Радомисльського повіту (з 1919 року — Чорнобильського повіту) Київської губернії з центром у селі Максимовичі.
Виникла близько 1913 року шляхом виділення з південної частини Мартиновицької волості, що була відділена від основної частини волості річкою Уж.
Станом на 1923 рік складалася з 85 поселень — 14 сіл, 70 хуторів, 1 ферми. Населення — 13 182 особи (6433 чоловічої статі та 6749 — жіночої). Налічувалося 1406 дворових господарств.
Села:
- Бобер
- Буда-Радинська
- Королівка
- Максимовичі
- Млачівка
- Нівецьке
- Радинка
- Стещина
- Федорівка
- Черемошна